# Arbeiter und Kolchosbäuerin

Arbeiter und Kolchosbäuerin

Arbeiter und Kolchosbäuerin (russisch Рабочий и колхозница, Rabotschi i kolchosniza) ist eine 24,5 m hohe Plastik aus Edelstahl, die von der russischen Bildhauerin Wera Muchina im Stil des Sozialistischen Realismus stalinscher Prägung geschaffen wurde. Der Arbeiter und die Kolchosbäuerin halten ihre Werkzeuge nach oben, die zusammen das Symbol Hammer und Sichel ergeben. Die Figurengruppe stand zunächst auf dem Pavillon der Sowjetunion bei der Weltfachausstellung 1937 in Paris. Anschließend wurde sie nach Moskau gebracht, wo sie heute steht. Mit der heutigen Sockelhöhe von 34,5 Metern erreicht das Monument eine Gesamthöhe von etwa 59 Metern.

## Werksgeschichte

### Entstehung und Aufstellung in Paris

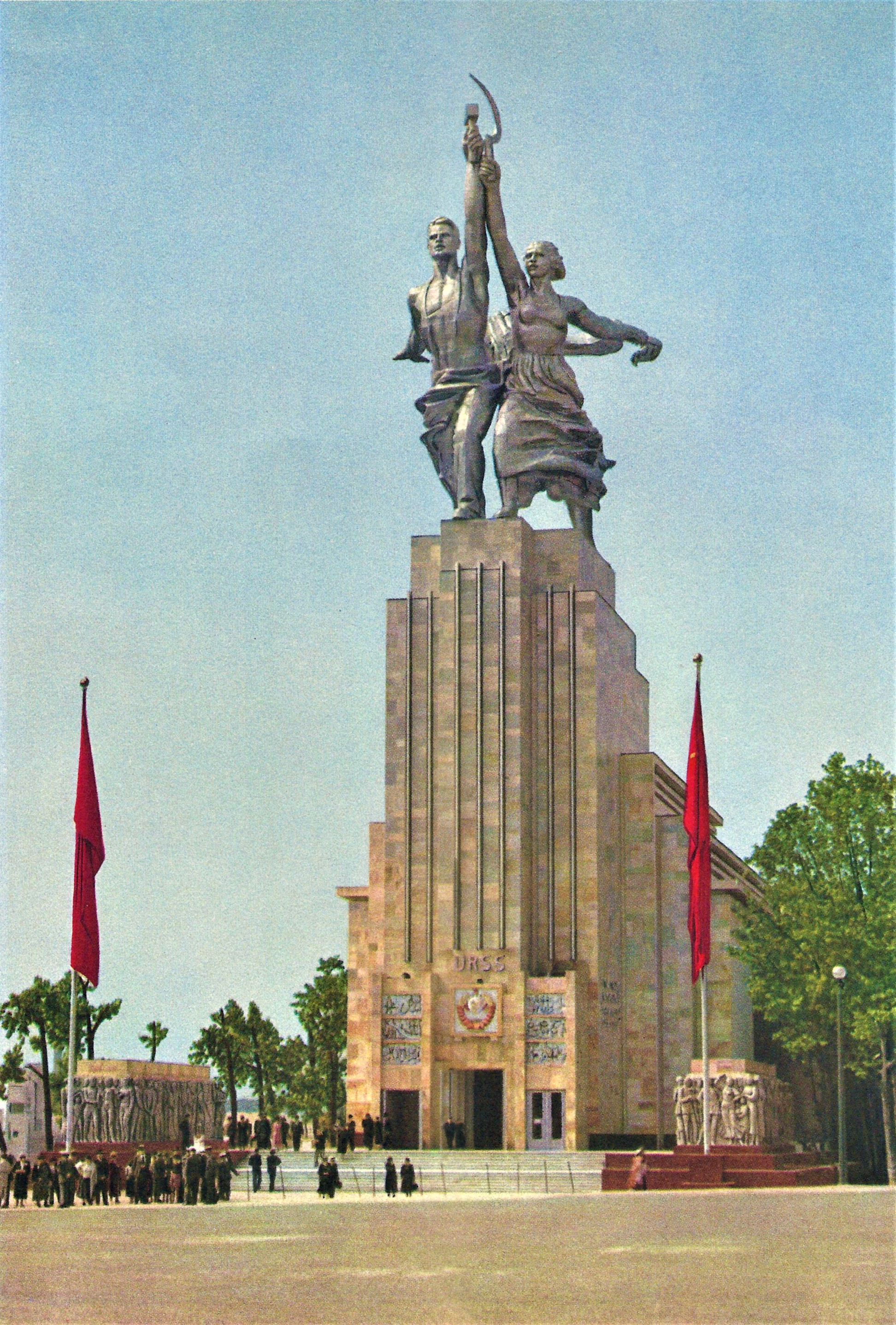
Der sowjetische Pavillon auf der Ausstellung in Paris

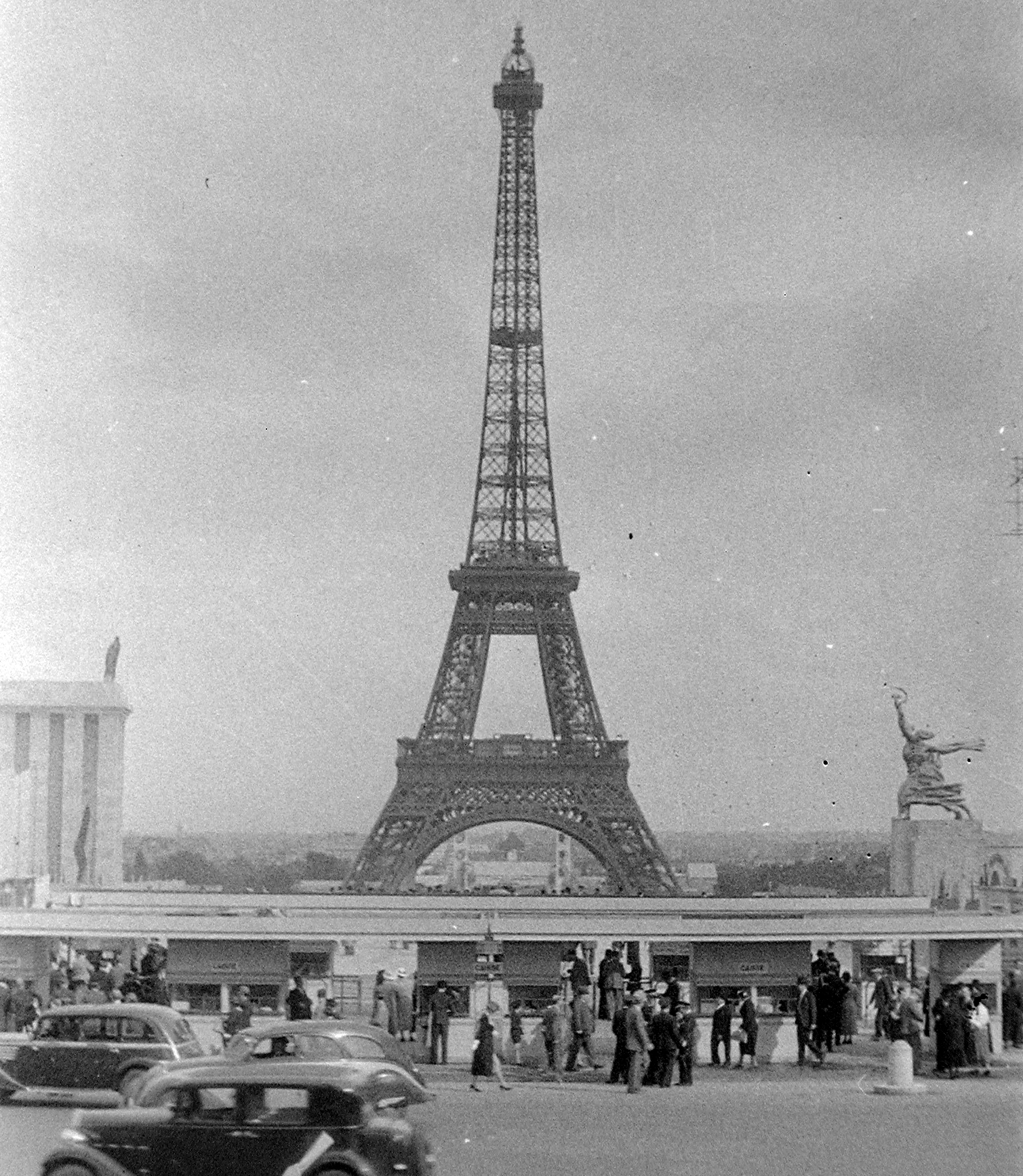
Weltausstellung in Paris 1937: rechts der Pavillon der Sowjetunion mit der Plastik, links gegenüber der Pavillon des Deutschen Reiches

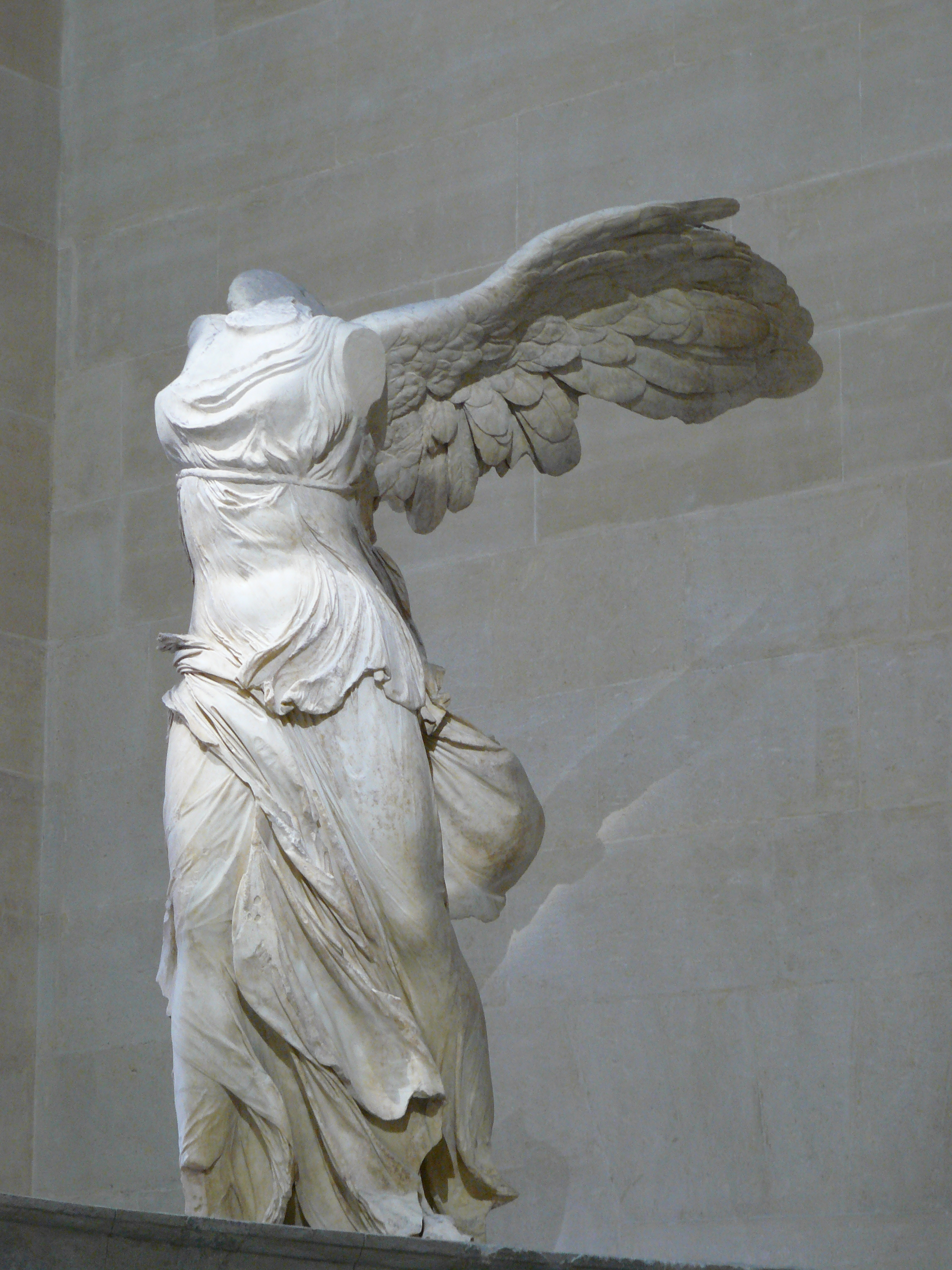
Die Nike von Samothrake gehört zu den Werken, die Muchina inspiriert hatten

Ursprünglich war die monumentale Statue zur einmaligen Verwendung bei der Weltfachausstellung 1937 in Paris vorgesehen. Wera Muchina und der Architekt Boris Iofan wollten ein Werk schaffen, das Tatkraft und sowjetisches Selbstbewusstsein verkörpert. Sie ließen sich von klassischen Werken wie den Tyrannenmördern und der Nike von Samothrake sowie von dem Schlachtenrelief Der Auszug der Freiwilligen am Arc de Triomphe inspirieren.
Eine besondere Herausforderung war das enorme Gewicht. Die scheinbar flatternde Kleidung, der nach hinten abstehende Haarschopf der Frau und die beiden nach hinten gestreckten Arme unterstreichen den Eindruck einer entschlossenen Vorwärtsbewegung der Figuren – zugleich erfüllen sie eine statische Funktion, indem sie den Schwerpunkt weiter nach hinten verlagern.
Die Zustimmung zu dem Entwurf der Figurengruppe verzögerte sich, da insbesondere Regierungschef Molotow als Vorsitzender des Rates der Volkskommissare und Mitglied der begutachtenden Regierungskommission Einwände vorbrachte. Die Genehmigung erfolgte am 11. November 1936. Nach nur dreimonatiger Bauzeit wurden die Figuren im März 1937 aus Stahlplatten zusammengesetzt.
Das Werk wurde anschließend in 60 Einzelteile zerlegt und am 19. März 1937 in 24 Waggons nach Paris transportiert, um den sowjetischen Pavillon auf der am 25. März 1937 eröffneten Weltausstellung zu krönen. Dieser war 35 Meter hoch und wurde von Boris Iofan gestaltet. Direkt gegenüber, in der anderen Hälfte der Jardins du Trocadéro, stand der Pavillon des Deutschen Reiches.

### Aufstellung in Moskau
Das monumentale Kunstwerk zog viel Interesse und Sympathie auf sich, teilweise auch Begeisterung. Sogar Paris war daran interessiert, die „russische Freiheitsstatue“ als Publikumsmagnet zu behalten. In der Heimat war sie umso begehrter. Somit wurde die Figurengruppe ein zweites Mal zerlegt und zurück nach Moskau transportiert.
In Moskau wurden „der Junge und das Mädchen“, wie Wera Muchina ihre Figuren nannte, neben dem Nordeingang der damaligen „Allunions-Landwirtschaftsausstellung“ (WWZ) aufgestellt. Das Gelände der WWZ (heute Ausstellung der Errungenschaften der Volkswirtschaft) liegt am Friedensprospekt (russisch Prospekt Mira), einer großen Ausfallstraße nördlich des Stadtzentrums. Der neue Sockel ähnelte dem Pavillon in Paris, war aber nur 10 Meter hoch. Muchina zeigte sich angesichts der vergleichsweise geringen Höhe enttäuscht und nannte den Sockel einen „Baumstumpf“.

### Restaurierung
Anlässlich ihrer Bewerbung um die Ausrichtung der Expo 2010 plante die Stadt Moskau, das Monument nach jahrzehntelang unterlassenen Pflegearbeiten grundlegend zu restaurieren. Schon seit 1990 waren Risse und Löcher in den Stahlblechen zu sehen. Nach vorbereitenden Untersuchungen wurde die Statue im Herbst 2003 abgebaut. Schon im Dezember 2002 hatte allerdings Shanghai den Zuschlag für die Ausrichtung der Expo 2010 erhalten.
Geplant war die Wiedererrichtung im Jahr 2005 auf einem höheren Gebäude, einem Nachbau des sowjetischen Pavillons der Weltausstellung von 1937. Nachdem sich ein Investor aus dem Projekt zurückgezogen hatte, kam es wegen der ungelösten Frage des Aufstellungsorts und Geldmangel zu einer jahrelangen Verzögerung. Erst im Frühjahr 2009 wurden die Restaurierungsarbeiten wieder vorangetrieben. Von den rund 6000 Stahlblechen, aus denen das Standbild besteht, wurden 250 Stück ersetzt, die anderen Teile wurden soweit nötig restauriert und auf Hochglanz gebracht. Die Restaurierung soll drei Milliarden Rubel (siebzig Millionen Euro) gekostet haben.

### Wiederaufstellung
Nach sechs Jahren wurde das reparierte und gründlich gereinigte Monument am 28. November 2009 auf einem deutlich erhöhten Postament wieder vor dem Allrussischen Ausstellungszentrum (WWZ) aufgestellt und sogleich verhüllt. Am Abend des 4. Dezember wurde das Denkmal des heroischen Arbeiterpaars feierlich enthüllt, begleitet von einem Feuerwerk. Seither strahlt es wieder im authentischen Glanz.

Seitliche Ansicht (im Vordergrund ein Zug der Monorail Moskau)
Die Skulptur am Nordeingang des WWZ in Moskau

## Rezeption
Seit 1947 ist die Statue das Bildmotiv im Logo der sowjetischen, später russischen Filmgesellschaft Mosfilm.
Die Statue Arbeiter und Kolchosbäuerin ist zusammen mit dem Tatlin-Turm das Motiv auf einer russischen Briefmarke des Jahrgangs 2000. Die Briefmarkenserie würdigt herausragende russische Kunstwerke des 20. Jahrhunderts.
Eine stilisierte Nachbildung der Spitze des Monumentes in Frontalansicht, d. h. von Hammer und Sichel, dient oder diente vielen Organisationen der Vierten Internationale (der Richtung „Vereinigtes Sekretariat“) als Logo.
In dem Gebäude Prospekt Mira 123 b, das als Sockel der Statue dient, finden Ausstellungen statt, die sich mit der Thematik und der Geschichte des Denkmals auseinandersetzen.

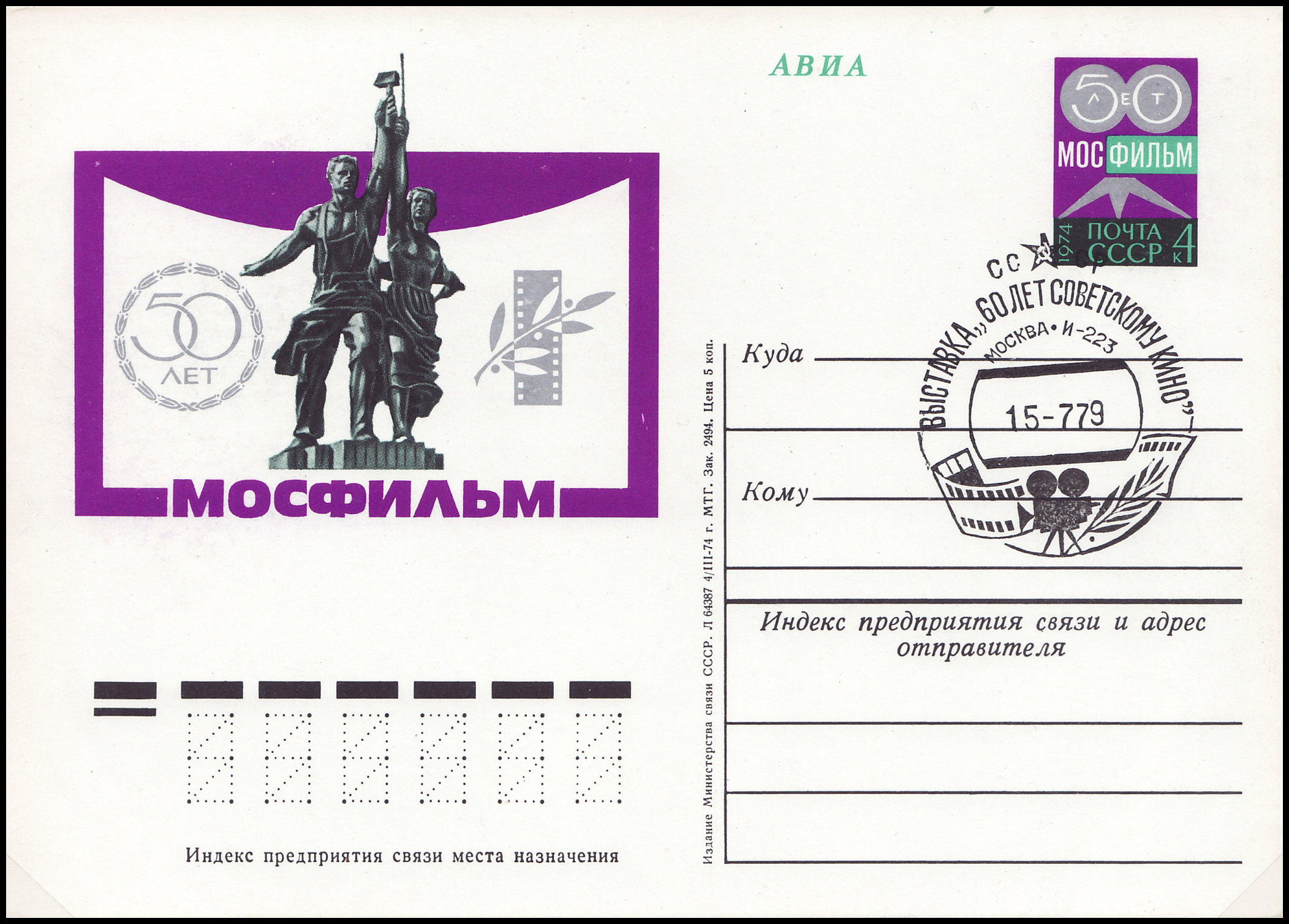
Postkarte zum 50. Jahrestag von Mosfilm mit Logo
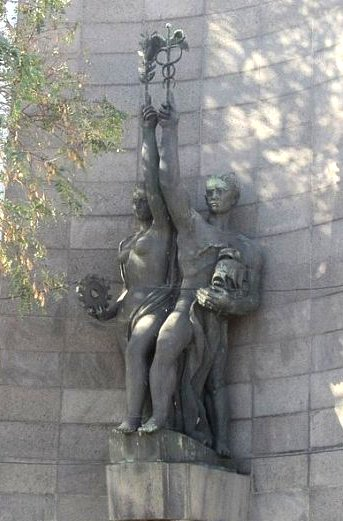
Ähnliche Plastik am Zollamt von Funchal, Madeira
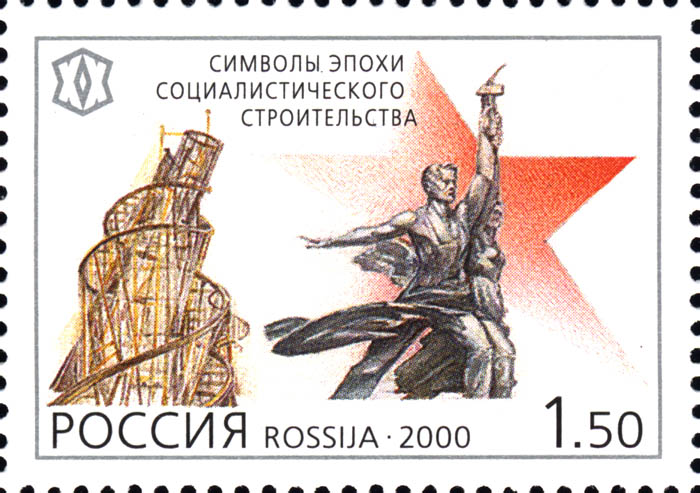
Russische Briefmarke (2000), links der Tatlin-Turm
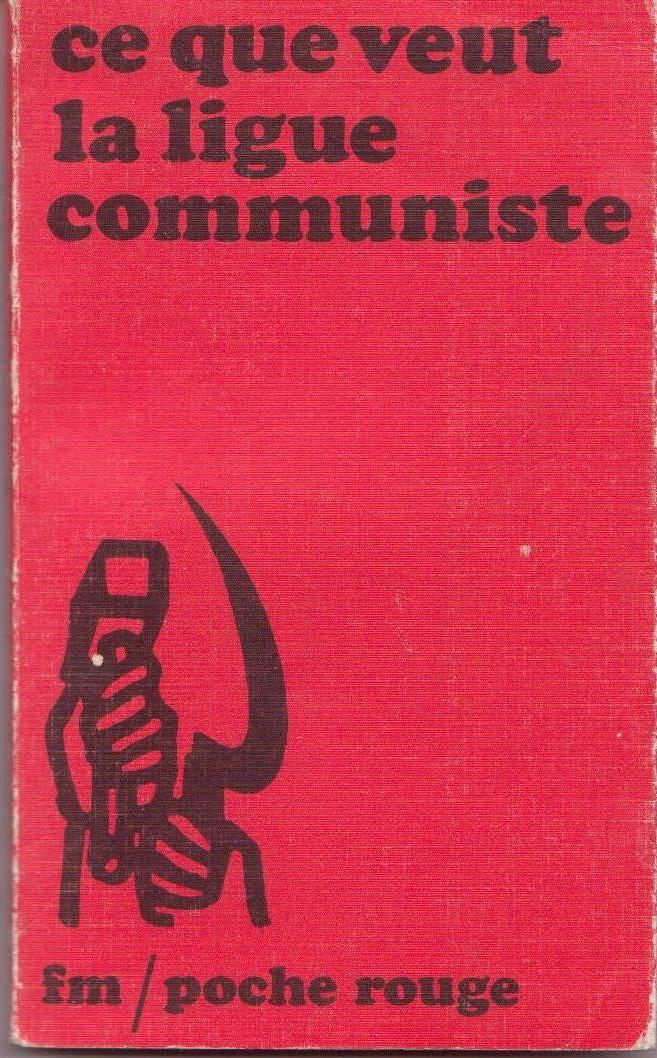
Als Logo der Ligue Communiste